# Енарі
Е́нарі (ест. Änari küla) — село в Естонії, у волості Тюрі повіту Ярвамаа.

## Населення
Чисельність населення на 31 грудня 2011 року становила 81 особу.

## Географія
Через населений пункт проходить автошлях 15111 (Локута — Роовере).